# 대삼각 측량

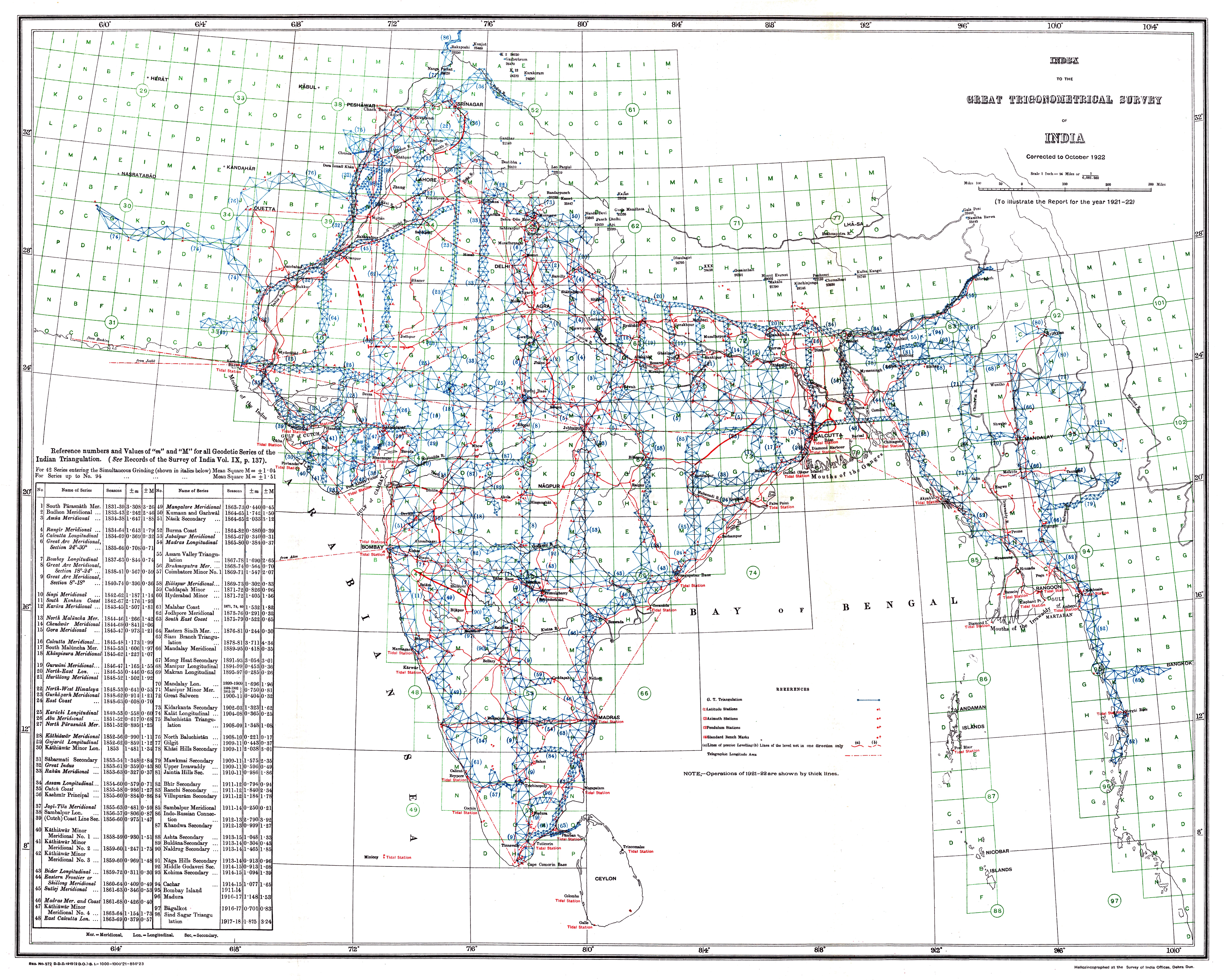
대삼각 측량 지도

대삼각 측량(大三角測量, 영어: Great Trigonometrical Survey)은 인도 아대륙 전체 면적을 과학적인 방식으로 측량하기 위해 영국 동인도 회사와 영국 육군에서 추진한 측량 프로젝트이다.